# Бойль, Ричард, 1-й граф Корк
Ри́чард Бойль, 1-й граф Корк, также известен как Вели́кий граф Корк (англ. Richard Boyle, 1st Earl of Cork; 13 октября 1566 — 15 сентября 1643) — ирландский государственный деятель английского происхождения и крупный землевладелец, который служил лордом-казначеем Королевства Ирландия.
Лорд Корк был важной фигурой в продолжающейся английской колонизации Ирландии (начатой норманнами) в XVI—XVII веках, поскольку он приобрел большие земельные участки на плантациях в Манстере в Южной Ирландии. Более того, его сыновья сыграли важную роль в борьбе против ирландского католического восстания в 1640-х и 1650-х годах, содействуя победе британских и протестантских интересов в Ирландии.
Помимо того, что он был первым графом Корком, он был патриархом семьи Бойль через его многочисленных и известных потомков, чьи титулы включали граф Оррери (1660), граф Бёрлингтон (1664) и граф Шеннон (1756).

## Предыстория
Ричард Бойль родился в Кентербери 3 октября 1566 года. Второй сын Роджера Бойля (умер 24 марта 1576 года в Престоне, рядом Фавершема в графстве Кент), происходившего из графства Херефордшир, и Джоан (15 октября 1529 — 20 марта 1586), дочери Джона Нейлора. Его родители поженились в Кентербери 16 октября 1564 года. Оба его родителя похоронены в алебастровой гробнице в верхнем конце алтаря приходской церкви Престона. Его старшим братом был Джон Бойль (? — 1620), епископ Корка, Клойна и Росса.
Молодой Бойль учился в Королевской школе в Кентербери одновременно с Кристофером Марло. Его университетское образование началось в колледже Беннета (Корпус-Кристи), Кембридж, Англия, в 1583 году. После этого он изучал право в Мидл-Темпле в Лондоне и стал клерком сэра Роджера Мэнвуда, который был тогда лордом-главным бароном казначейства.
Прежде чем закончить учёбу, Бойль решил «получить знания, знания и опыт за границей в мире» и покинул Лондон, чтобы начать новую жизнь в Ирландии. Он прибыл в Дублин 23 июня 1588 года всего с £27 (эквивалент £7,767 в 2019 году), а также имел при себе золотой браслет стоимостью £10 (£2,877 в 2019 году), и кольцо с бриллиантом (которую дала ему мать перед своей смертью и которую он носил всю жизнь), некоторую одежду и «рапиру и кинжал».
6 ноября 1595 года Ричард Бойль женился на Джоан Эпсли (1578 — 14 декабря 1599), дочери и сонаследнице Уильяма Эпсли из Лимерика, одного из членов совета при первом президенте провинции Манстер. Этот брак принес Бойлу состояние в 500 фунтов стерлингов в год (эквивалент 107 633 фунтов стерлингов в 2019 году), которое он продолжал получать по крайней мере до 1632 года. Джоан умерла в Мэллоу, графство Корк, 14 декабря 1599 года во время родов (сын родился мертвым). Оба были похоронены в церкви Баттевант, графство Корк.

## Политическая карьера
Ричард Бойль к этому времени стал объектом нападок сэра Генри Уоллопа (1540—1599), военного казначея, сэра Роберта Гардинера (1540—1620), лорда-верховного судьи Ирландии, сэра Роберта Диллона (1540—1597), верховного судьи ирландского общего собрания, и сэра Ричарда Бингэма (1528—1599), главного лорда-комиссара Коннахта, что, по словам Бойля, свидетельствовало об их зависти к его успеху и растущему процветанию.
Ричард Бойль был арестован по обвинению в мошенничестве и сговоре с испанцами (по существу обвинения в тайном проникновении папистов, предательское преступление для чиновника протестантской гражданской службы королевы Елизаветы I). Он был брошен в тюрьму (по крайней мере, один раз сэром Уильямом Фицуильямом примерно в 1592 году) несколько раз во время этого эпизода. Он собирался уехать в Англию, чтобы оправдаться перед королевой Елизаветой I Тюдор, когда в октябре 1598 года в Манстере вспыхнуло восстание, и «все его земли были опустошены» , что вновь вернуло его к бедности. Девятилетняя Война началась в Манстере с ирландскими повстанцами из Ольстера, к которым присоединились местные жители, потерявшие землю из-за английских поселенцев. Бойль был вынужден бежать в Корк в поисках спасения.
Такой поворот событий вынудил его вернуться в Лондон. В этот момент его почти сразу же взяли на службу к Роберту Деверо, 2-му графу Эссексу.
Затем Генри Уоллоп возобновил преследование Бойла. Бойла вызвали в суд звездной палаты. В ходе судебного разбирательства противники Бойля, по-видимому, не смогли обосновать свои обвинения. Бойлю каким-то образом удалось добиться присутствия на процессе самой королевы Елизаветы I, и он успешно разоблачил некоторые проступки со стороны своих противников.
Елизавета славно сказала: «Клянусь смертью Господней, это всего лишь выдумки против молодого человека», и она также сказала, что он был «человеком, достойным быть нанятым нами самими».
В 1600 году королева Елизавета I Тюдор немедленно назначила его секретарем Совета в Манстере. В декабре 1601 года Ричард Бойль принес королеве Елизавете весть о победе под Кинсейлом.
В октябре 1602 года Ричард Бойль был вновь послан президентом Манстера сэром Джорджем Кэрью по ирландским делам. 25 июля 1603 года Кэрью посвятил его в рыцари в аббатстве Святой Марии близ Дублина. В тот же день он женился на своей второй жене Кэтрин Фентон (? — 16 февраля 1629), дочери сэра Джеффри Фентона, главного государственного секретаря. В 1606 году он был назначен тайным советником в Манстере, а в 1612 году — тайным советником в Ирландии.

## Приобретение имущества, званий и титулов

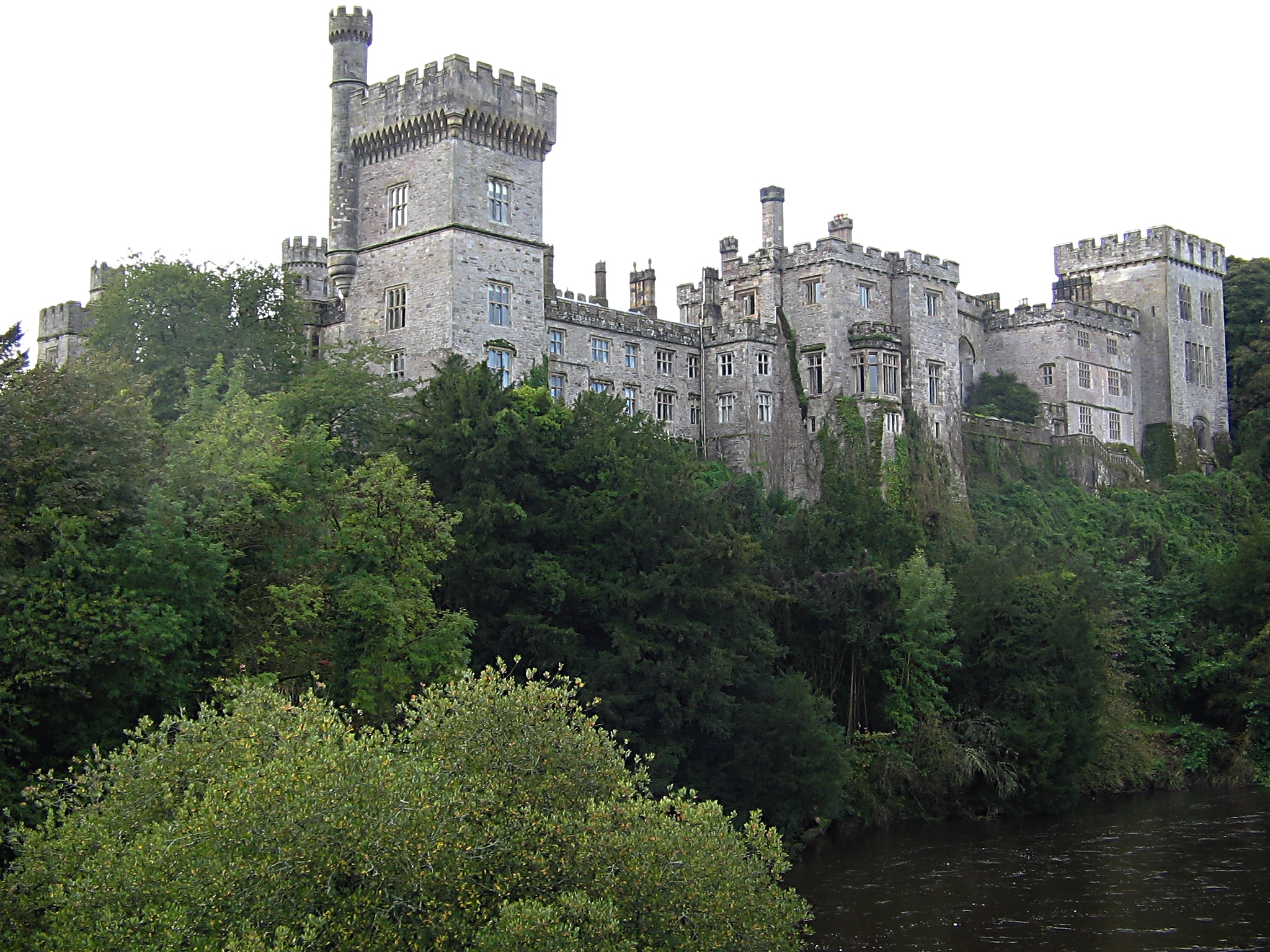
Замок Лисмор, графство Уэксфорд, Манстер, Ирландия

В 1602 году Ричард Бойль купил поместья сэра Уолтера Рэли площадью 42 000 акров (170км²) за 1500 фунтов стерлингов (345 340 фунтов стерлингов в 2019 году) в графствах Корк (включая Миртл-Гроув), Уотерфорд (включая замок Лисмор) и Типперери . Он сделал эти покупки по настоянию сэра Джорджа Кэрью. Бойль сделал замок Лисмор своей главной резиденцией. После покупки замок превратился в великолепную резиденцию с впечатляющими остроконечными рядами по обе стороны двора. Он также построил внешнюю стену с крепостной стеной и сторожку, известную как ворота для верховой езды для замка. Главные покои замка были украшены резными гипсовыми потолками, гобеленами, вышитыми шелками и бархатом. Бойль также имел солидную резиденцию в Йоле, помимо Миртл-Гроув, известной сегодня как «колледж», недалеко от коллегиальной церкви Святой Марии в Йоле. Порядок в поместьях Бойля поддерживался в 13 замках, которые охранялись слугами. Город Клонакилти был официально основан им в 1613 году, когда он получил грамоту от английского короля Якова I.
Затем Ричард Бойль был возвращен в качестве бургомистра (члена парламента) Лисмора в ирландский парламент 1614 года (состоявшийся в Дублинском замке) 18 мая 1614 года. 6 сентября 1616 года он стал пэром Ирландии в качестве лорда Бойла, барона Йола.
Лорд Бойль утверждал, что построил город Бандон в графстве Корк, но на самом деле город был спланирован и построен Генри Бичером, Джоном Арчдиконом и Уильямом Ньюсом. Земля, на которой был построен Бандон, была пожалована королевой Елизаветой I Фэйну Бичеру в 1586 году и унаследована его старшим сыном Генри, который затем продал её Бойлу в ноябре 1618 года. В Бандоне Бойль основал железоплавильную и льноткацкую промышленность и привел сюда английских поселенцев, многие из которых прибыли из Бристоля.
Лорд Бойль был назначен графом Корком и виконтом Дангарваном 26 октября 1620 года. Затем он занимал должность шерифа с 1625 по 1626 год. 26 октября 1629 года он был назначен лордом-судьей, а 9 ноября 1631 года стал лордом-казначеем Ирландии. Хотя он не был пэром в английском парламенте, тем не менее записано, что он был «по приказу вызван в верхнюю палату великой милостью Его Величества», и впоследствии он занял почетную должность «помощника, сидящего внутри шерстяного мешка».
Говорят, что Оливер Кромвель сказал о лорде Корке: «если бы в каждой провинции был граф Корк, ирландцы не смогли бы поднять восстание». Одним из главных политических союзников лорда Корка в ту эпоху был Пирс Кросби (1590—1646).
К 1636 году лорд Корк решил провести остаток своих дней в Уэст-Кантри. Он купил у 3-го графа Каслхейвена за 5000 фунтов поместье Сталбридж в Дорсете, которое стало его английской резиденцией, а в 1637 году он выложил ещё 20 000 фунтов за поместье Темпл-Кумб, расположенное неподалеку в Сомерсете. Лорд Корк, по настоянию Говардов, также купил Аннери-хаус близ Байдфорда в 1640 году за 5000 фунтов. Граф был очень доволен Эннери-хаусом; он также был доволен тем, что мог легко добраться из Байдфорда в Йол. Эннери-хаус был оставлен его шестому сыну Фрэнсису Бойлу после его смерти в 1643 году. Лорд Корк также получил поместье Сэлкомб в Девоне от своего друга Томаса Стаффорда, незаконнорожденного сына Джорджа Кэрью, первого графа Тотнеса. Сэлкомб, вместе с поместьем Хэлбертон, был также оставлен его сыну Фрэнсису и его жене Элизабет Киллигрю.

## Противники Бойля
Самым известным врагом великого графа был Томас Уэнтуорт, 1-й граф Страффорд (1593—1641). Страффорд прибыл в Ирландию в 1633 году в качестве лорда-наместника и поначалу успешно лишил Бойля значительной части его привилегий и доходов. Бойл терпеливо сдерживал силы, выступавшие против Ирландской программы Страффорда, и это успешное политическое маневрирование Бойля стало важным фактором в гибели Страффорда. В защиту Бойля можно сказать, что он был бы вполне готов работать в дружеских отношениях со Страффордом, если бы Страффорд быстро не дал понять, что видит в Бойле «сверхмогущего субъекта», чью власть необходимо обуздать, если не сокрушить полностью. Поначалу Бойл делал дружеские предложения и пытался установить семейную связь, женив своего старшего сына Роджера на Элизабет Клиффорд, племяннице первой жены Страффорда, но вскоре оставил всякую надежду на дружеские отношения.
Ярким примером унижений, которым Уэнтуорт подвергал Бойля, был случай, когда он заставил Бойля убрать могилу своей жены из хоров Собора Святого Патрика в Дублине. Он также был привлечен к суду в Замковой палате, ирландском эквиваленте звездной палаты, по обвинению в незаконном присвоении средств колледжа Йола.
Архиепископ Уильям Лауд был в восторге от нападок Уэнтворта на Бойля и писал: «нет лекарства лучше рвоты, если она будет дана вовремя, и поэтому вы выбрали очень благоразумный курс, чтобы дать её так рано милорду корку. Надеюсь, это пойдет ему на пользу».
Лауд и Уэнтуорт разделили с королем Карлом I ту же участь, что и многие другие, кто в какой-то момент его жизни нашел причины для заговора против Бойля: ранняя кончина, когда Бойль проявил свою обычную проницательность, убедительно демонстрируя политически приемлемую реакцию в каждый критический момент. Его единственным серьёзным просчетом была неспособность предвидеть ирландское восстание 1641 года.
Бойль сделал запись об Уэнтуорте в своем дневнике: «самый проклятый человек для всей Ирландии и для меня в частности».
На процессе Уэнтуорта Бойль был ключевым свидетелем, но он не принимал никакого другого прямого участия в самом обвинении. Неудивительно, что он полностью поддерживал осуждение Уэнтуорта и всем сердцем одобрял его казнь: он сделал мрачную запись в своем дневнике: «Лорду Страффорду отрубили голову на Тауэр-Хилл, как он того и заслуживал».
От своих детей Бойль ожидал послушания, хотя он был искренне любящим отцом и гораздо более снисходительным к их сопротивлению, чем к своим политическим врагам. Леди Мэри, «моя непокорная дочь» возмутило её отца, отказавшись выйти замуж за лорда Кланбрассила на основании, что она нашла его отталкивающим, и снова, выйдя замуж за будущего графа Уорика, который был тогда нищим младшим сыном, против её отца, хотела; но они вскоре помирились, и он дал ей щедрое приданое.
Бойл умер в Йоле в сентябре 1643 года, будучи изгнан со своих земель во время Ирландского восстания 1641 года. Его сыновья, однако, вернули себе фамильные поместья после подавления восстания.

## «Философское» наследие Бойля
Лорд Корк был описан как «первый колониальный миллионер».
Историк Рой Фостер в своей книге «Современная Ирландия» называет его «воплощением Елизаветинского авантюриста-колониста в Ирландии».,
Девиз Бойля звучит так: «Божье провидение — мое наследство».
Теополитическая философия лорда Корка была описана как «провиденциалистская», когда она противопоставлялась его аналогу, который преобладал на севере в некоторых частях Ольстера в то время, которое более типично характеризуется как Пресвитерианское.
Такое сопоставление этих двух точек зрения не является ни исключительно религиозным, ни светским фактором, который, возможно, дает некоторое представление о том, как лорду Корку удалось совершить то, что теперь кажется необычайным подвигом-завоевать сильную благосклонность в разное время лидеров обеих сторон Английской Гражданской войны.

## Дети

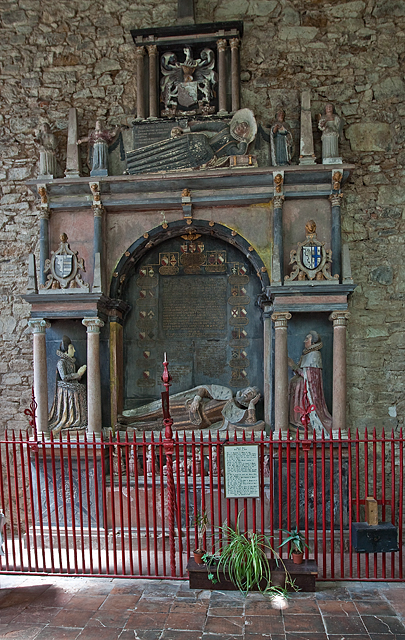
Могила Ричарда Бойля в коллегиальной церкви Святой Марии, Йоле

От своей второй жены, Кэтрин Фентон, дочери сэра Джеффри Фентона и его жены Элис Уэстон, 1-й граф Корк имел пятнадцать детей:
- Роджер Бойль (1606—1615)
- Леди Элис Бойль (1607—1667), в 1631 году вышла замуж за Дэвида Барри, первого графа Бэрримора (1604—1642), а затем, после его смерти, вышла замуж за Джона Барри из Лискаррола.
- Леди Сара Бойль (1609—1633), замужем за сэром Томасом Муром, затем после его смерти вышла замуж за Роберта Дигби, 1-го барона Дигби (? — 1642).
- Леди Леттис Бойль (1610—1657), замужем за полковником Джорджем Горингом, лордом Горингом (1608—1657).
- Леди Джоан Бойль (1611—1657), с 1630 года замужем за Джорджем Фицджеральдом, 16-м графом Килдэром (1612—1660).
- Ричард Бойль, 2-й граф Корк и 1-й граф Берлингтон (1612—1698), лорд-верховный казначей Ирландии (1660—1695).
- Леди Кэтрин Бойль (1615—1691), с 1630 года замужем за Артуром Джонсом, вторым виконтом Ранелахом (? — 1669).
- Достопочтенный Джеффри Бойль (1616—1617)
- Леди Дороти Бойль (1617—1668), в 1627 году вышла замуж за сэра Артура Лофтуса из Ратфарнхэма (? — 1665) и была матерью Адама Лофтуса, 1-го виконта Лисберна (1647—1691).
- Льюис Бойль, 1-й виконт Бойл из Киналмики (1619—1642), сменил на этом посту своего старшего брата Ричарда.
- Роджер Бойль, 1-й граф Оррери (1621—1679)
- Фрэнсис Бойль, 1-й виконт Шеннон (1623—1699)
- Леди Мэри Бойль (1625—1678), замужем за Чарльзом Ричом, четвёртым графом Уориком (1619—1673)[9].
- Достопочтенный Роберт Бойль (1627—1691), автор книги «Химик-скептик»; считается отцом современной химии.
- Леди Маргарет Бойль (1629—1637)

Бойль воздвиг сложный памятник себе, своим женам, своей матери и своим детям в коллегиальной церкви Сент-Мэри-Юэл, графство Корк, и есть аналогичный, но гораздо больший памятник Бойлю в Соборе Святого Патрика, Дублин. Его старший брат Джон также похоронен в гробнице.

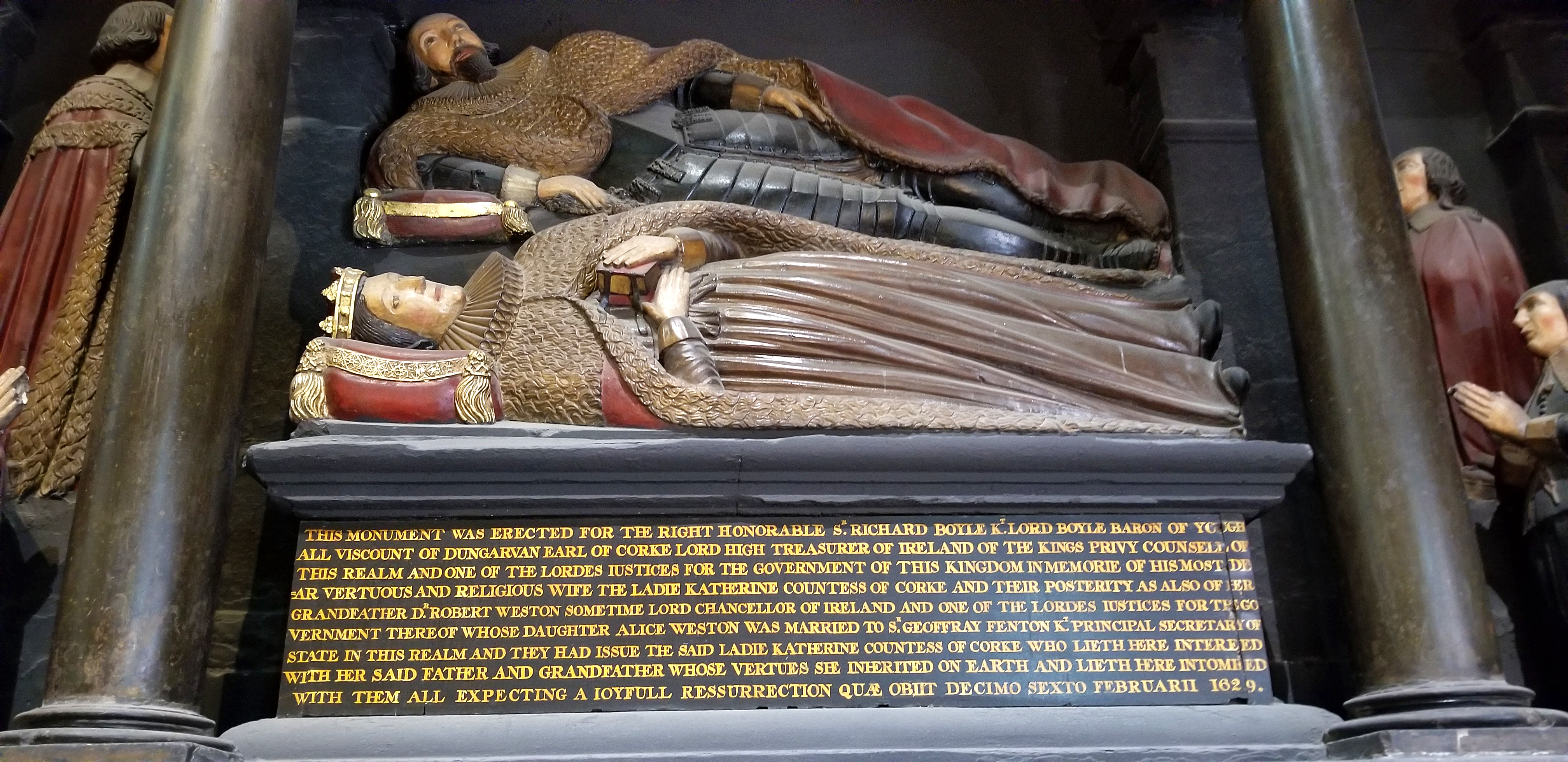
Памятника семье Бойль в кафедральном соборе Святого Патрика в Дублине